# Норберт Рожа
Норберт Рожа (угор. Norbert Rózsa, 9 лютого 1972) — угорський плавець.
Олімпійський чемпіон 1996 року, призер 1992 року, учасник 2000 року.
Чемпіон світу з водних видів спорту 1991, 1994 років, призер 1998 року.
Чемпіон Європи з водних видів спорту 1991 року.